# Gamezkogel
Le Gamezkogel est une montagne qui s’élève à 3 126 m d’altitude dans les Alpes de l'Ötztal, en Autriche.